# Egyptology Scotland
Egyptology Scotland a été créée le 12 décembre 2000 dans le but de promouvoir en Écosse l'égyptologie, l'étude et la compréhension de l'Égypte antique. La société organise une série de conférences annuelles, principalement au Kelvingrove Museum de Glasgow et à l'Augustine United Church d'Édimbourg, et occasionnellement ailleurs.
La devise de la société est une citation de l'ancien texte de sagesse égyptien Enseignement de Ptahhotep. Elle se traduit par « Il est bon de parler à l'avenir - il écoutera »
Le programme annuel de conférences d'Egyptology Scotland vise à fournir aux membres un accès aux derniers développements dans le domaine de l'égyptologie et les événements comprennent des visites de groupes, des soirées pour les membres et des ateliers sur les hiéroglyphes, etc. De nombreux égyptologues de renom se sont adressés à la société au fil des ans. Le bulletin d'information de la société s'intitule Scottish Pharaonic.
Egyptology Scotland est la première société d'égyptologie individuelle en Écosse, bien que la société ne soit pas la première en Écosse à explorer le monde de l'Égypte antique. En 1906, la « British School of Archaeology of Egypt », basée à l'university College de Londres, a créé l'« Egyptian Research Students' Association ». Des antennes ont été créées dans plusieurs villes, notamment à Glasgow et à Édimbourg. Des conférences et des démonstrations sont données et les branches survivent de manière irrégulière jusque dans les années 1920.